# Midnattens Widunder
Albums de Finntroll
Rivfader Jaktens Tid
Midnattens Widunder est un album studio du groupe de folk metal finlandais Finntroll. Il est sorti en 1999 en Finlande par Spinefarm Records.

## Titres

### En suédois
1. Intro  – 1:57
2. Svartberg  – 4:06
3. Rivfader  – 4:09
4. Vätteanda  – 4:35
5. Bastuvisan  – 1:19
6. Blodnatt  – 4:41
7. Midnattens Widunder  – 4:40
8. Segersång  – 1:59
9. Svampfest  – 2:03

### En français
1. Intro – 1:57
2. La Montagne Noire – 4:06
3. Rivfader – 4:09
4. L'Esprit du Gobelin – 4:35
5. La Chanson du Sauna – 1:19
6. La Nuit du Sang – 4:41
7. Les Monstres de Minuit – 4:40
8. Le Chant de Victoire – 1:59
9. La fête des Marais – 2:03

## Musiciens
- Tundra : Basse
- Trollhorn : Clavier
- B. Dominator : Batterie
- Katla : Chant
- Somnium : Guitare